# Айке
Айке́ (каз. Әйке) — село у складі Айтекебійського району Актюбінської області Казахстану. Адміністративний центр Айкенського сільського округу.
У радянські часи село називалося Псковське.
Населення — 937 осіб (2021; 1058 у 2009, 1510 у 1999, 1393 у 1989).